# Point élevé
Ne doit pas être confondu avec Point médian.
Le point élevé (⸳), aussi appelé point moyen (du latin media distinctio ou du grec στιγμὴ μέση, stigmḕ mésē), est un signe de ponctuation utilisé avec l’alphabet copte et l’alphabet grec, notamment depuis l’Antiquité. Il indique une pause courte et est équivalent à la virgule.

## Utilisation
Dans l’écriture gréco-latine de l’Antiquité, le point élevé indique une « ponctuation moyenne », notant une pause après un sens graphique complet alors que l’énoncé n’est pas terminé. Celui-ci est nommé στιγμὴ μέση, stigmḕ mésē en grec, media distinctio ou colon en latin.
Cet usage est notamment décrit dans le traité grammatical attribué à Denys le Thrace qui utilise le point bas (au pied de lettre) pour la pause faible, le point moyen (à mi-hauteur de lettre) pour la pause moyenne et le point haut (à hauteur de lettre) pour la pause forte. Les premiers à utiliser cette ponctuation, ainsi que l’espace entre les mots, sont Aristarque et Aristophane,.

## Représentation informatique
Le point élevé ou point moyen est représenté dans Unicode avec le caractère ‹ ⸳ › U+2E33 point élevé (raised dot en anglais) et n’est pas à confondre avec le caractère du point médian, ‹ · › U+00B7 point médian (middle dot) plutôt utilisé pour le point haut (ano teleia).
Dans ce contexte, le point bas est représenté par le caractère du point U+002E point (full stop).